# Windows Server 2022
El Windows Server 2022 és la tretzena versió principal del sistema operatiu Windows NT produïda per Microsoft que es llançarà sota la marca Windows Server. Es va anunciar a l'esdeveniment Ignite de Microsoft del 2 al 4 de març de 2021. Es va llançar el 18 d'agost de 2021,   gairebé 3 anys després del Windows Server 2019 i uns mesos abans del sistema operatiu Windows 11.

El Windows Server 2022 es basa en la base de codi "Iron". És similar al Windows 10 21H2, però les seves actualitzacions són incompatibles. Com el seu predecessor, el Windows Server 2019, requereix processadors x64.
Va ser succeït per Windows Server 2025 l'1 de novembre de 2024.

## Història
Microsoft va anunciar Windows Server 2022 el 22 de febrer de 2021, previst per al 2 de març El 3 de març, Microsoft va començar a distribuir versions de vista prèvia a Windows Update. Windows Server 2022 va arribar a la disponibilitat general el 18 d'agost de 2021.

## Característiques
El Windows Server 2022 té les següents característiques:

### Seguretat
- Seguretat millorada en l'arrencada mitjançant TPM 2.0 i System Guard (un component de Microsoft Defender Antivirus)[8]
- Guarda de credencials[9]
- Integritat del codi protegida per hipervisor (HVCI)[9]
- Arrencada segura UEFI[10]
- Protecció contra atacs maliciosos a través de la ruta DMA[8]
- DNS sobre HTTPS[10]
- Xifratge AES-256 del trànsit SMB[10]
- SMB sobre QUIC en comptes de TCP[8]

### Emmagatzematge
- Servei de migració d'emmagatzematge (SMS)
- Compressió del trànsit SMB

### Núvol
- Capacitats híbrides de l'Azure

### Programari
- Microsoft Edge

## Requisits de maquinari
Requisits mínims de maquinari per a Windows Server 2022
| Maquinari         | Requisit mínim |
| ----------------- | --- |
| CPU               | Processador x86-64 d'1,4 GHz |
| RAM               | 512 MB per a Server Core o 2 GB per a Server amb experiència d'escriptori |
| Espai al disc dur | Almenys 32 GB d'espai lliure |
| Pantalla          | Resolució de 1024 x 768 píxels (només és obligatori per a certes funcions) |
| Xarxa             | - Un adaptador sense fil compatible amb DW802.11, o - Un adaptador Ethernet amb una capacitat de transferència d'almenys 1 Gbit per segon, o bé - Targeta NIC amb un ample de banda mínim d'1 Gbit |
| Firmware          | Sistema i firmware basats en UEFI 2.3.1c que admeten l'arrencada segura (només cal per a certes funcions)                                                                                          |
| Seguretat         | Mòdul de plataforma de confiança 2.0 (només obligatori per a certes funcions) |